# 린 (NouerA)
린한중(2006년 12월 30일 ~ )은 대한민국 중화인민공화국의 가수이다. KBS2의 리얼리티 경쟁 프로그램 메이크 메이트 원에 출연하여 최종화에서 최종순위는 2위이며 이를 통해 대한민국의 보이 그룹 NouerA의 멤버가 되었다.